# تی‌آرتی ۱
تی‌آرتی ۱ (ترکی استانبولی: TRT 1) نخستین ایستگاه تلویزیونی ملی ترکیه است که از ۳۱ ژانویه ۱۹۶۸ به مدت ۵۷ سال پخش می‌شود
تی‌آرتی ۱ در سال‌های آغازین تأسیس با نام تلویزیون آنکارا (۱۹۶۸–۱۹۸۶) و مدتی تی‌وی ۱ (۱۹۸۶–۱۹۹۸) شناخته می‌شد. اصلی ترین کانال برای مشاهده بازی های جام جهانی فوتبال است.  YENI 2024 MAFYA DIZI TRT1

## تی‌آرتی ۱اچ‌دی
از تاریخ ۱۹ می ۲۰۱۲ همزمان با ت‌رت ۱، ت‌رت ۱ اچ‌دی نیز با کیفیت بالا پخش می‌شود.

## نمایش‌ها
این شبکه تلویزیونی تاکنون طیف وسیعی از برنامه‌های متنوع از اخبار، موسیقی، سرگرمی، درام، ورزش، آموزش و پرورش و هنر را همراه با پیام‌های تجاری پخش نموده است.
این کانال برای اولین بار در ترکیه در سال‌های گذشته به ساخت و پخش مجموعه‌های تلویزیونی بسیار معروف شده است.
برخی از این مجموعه ها؛
- Escrava Isaura
- Flamingo Road
- Dempsey and Makepeace
- Moonlighting
- Golden Girls
- Knight Rider
- The Monroes
- Barnaby Jones
- مک‌میلان و همسرش
- The Citadel
- Kung Fu
- شوگون (مینی‌سریال)
- Tales of the Gold Monkey
- Voyagers!
- Falcon Crest
- بله آقای وزیر
- مأموریت: غیرممکن
- دالاس (مجموعه تلویزیونی ۱۹۷۸)
- فضا: ۱۹۹۹
- Perfect Strangers
- L.A. Law
- The Life and Times of Grizzly Adams
- Charles in Charge
- The White Shadow
- بونانزا
- Miami Vice
- Hart to Hart
- فرشتگان چارلی (مجموعه تلویزیونی)
- Petrocelli
- Battlestar Galactica
- Seven Brides for Seven Brothers
- ریشه‌ها (مجموعه تلویزیونی ۱۹۷۷)
- فراری (مجموعه تلویزیونی)
- The Onedin Line
- خانواده والتون (مجموعه تلویزیونی)
- Star Trek
- Cheers
- افسونگر (مجموعه تلویزیونی)
- فرار لوگان (فیلم)
- Blake's 7
- Magnum, P.I.
- مرد شش‌میلیون‌دلاری
- خانه کوچک (مجموعه تلویزیونی)
- Taxi
- دارا و ندار (سریال کوتاه تلویزیونی)
- Supergran
- ترغیب‌گران!
- The Saint
- Maelstorm
- فلیپر
- North and South
- Amanda's
- Run for Your Life
- Silver Spoons
- Webster
- Robin of Sherwood
- The Love Boat
- خیابان‌های سانفرانسیسکو
- The Cosby Show
- V
- The Adventures of Black Beauty
- The Avengers
- Daktari
- Quantum Leap
- Santa Barbara
- ایکوالایزر (مجموعه تلویزیونی)
- Wish Me Luck
- شعبده‌باز (مجموعه تلویزیونی)
- Banacek
- Police Woman
- باره‌تا
- ستوان کلمبو
- All My Children
- Everybody Loves Raymond
- سی‌اس‌آی
- 7th Heaven
- Return to Eden
- Father Knows Best
- Holmes & Yo-Yo
- Quincy, M.E.
- Northern Exposure
- McCoy
- Roseanne
- Eight Is Enough
- Cagney & Lacey
- Simon & Simon
- seaQuest DSV
- Life Goes On
- Beverly Hills, 90210
- Goof Troop
- Kim Possible
- Recess
- American Dragon: Jake Long
- Lilo & Stitch
- Ocean Girl
- Stadyum
- Pastane
- قیام ارطغرل

*خانواده اصلان